# Jan Rieckhoff
Jan Rieckhoff (* 30. September 1950 in Hamburg) ist ein deutscher Fotograf, Maler, Illustrator und Cartoonist. Er lebt und arbeitet seit 2022 in Langwedel, Schleswig-Holstein.

## Biografie
Rieckhoff studierte von 1975 bis 1976 an der Kunstgewerbeschule Zürich (heute Zürcher Hochschule der Künste) und 1976 an der Julian Ashton Art School in Sydney.
Von 1977 bis 1981 arbeitete er als Pressefotograf für verschiedene deutsche Tageszeitungen, hauptsächlich für das Hamburger Abendblatt, sowie für Magazine wie den Spiegel, Stern und die Quick. Nach einem halbjährigen Arbeitsaufenthalt 1981 in Pantasina (Ligurien, Italien) und 1984/85 in New York sattelte er um auf Illustration. Hier arbeitete er für die meisten größeren deutschen Zeitschriften (u. a. Cosmopolitan, FAZ, Focus, Merian, Playboy, Rowohlt und TransAtlantik) und von 1991 bis 1992 festangestellt als Titelillustrator für den Spiegel, sowie 1993 ebenso für den Stern.
Es folgten zehn Jahre, in denen er sich ausschließlich der freien Kunst widmete. 2008 kehrte er zurück zur Illustration, und nahm zusätzlich Cartoons in sein Portfolio auf.
Rieckhoff war Gründungsmitglied der Hamburger Texterschmiede und unterrichtete 2005/06 Illustration am Institut für Design IN.D in Hamburg.
Seit 2018 ist er Mitglied der Cartoonisten-Gruppe Hamburger Strich.
Seit 2019 ist er verheiratet.

## Werk
Die Fotografie übte Rieckhoff als Bildberichterstatter des Tagesgeschehens aus. Als freier Künstler umkreiste er das Thema Computer und elektronische Medien, wobei er deren visuelle Phänomene malerisch untersuchte. In der Illustration liefert er die Bebilderung von Texten ebenso wie Buch- und Zeitschriftencover mit dem Schwergewicht ‚Portrait’. Seine Cartoons befassen sich mit allgemeinen wie auch mit aktuellen politischen Themen.

## Arbeiten in öffentlichen Sammlungen
- Museum für Gestaltung Zürich, 1976: eine Radierung
- Bundespostmuseum, Frankfurt, 1986: 310 Postkarten
- Zentrum für Kunst und Medien ZKM, Karlsruhe, 1992: zwei Gemälde
- Altonaer Museum, Hamburg, 1992: eine Postkarte
- Stiftung Deutsches Zeitungsmuseum, Mainz, 2007: eine Collage

## Ausstellungen
- 1976: Galerie Manfred Besser, Hamburg, E
- 1984: Galerie Nautilus, Hamburg, E
- 1985: California Museum of Photography, Riverside Cal
- 1986: Chinese Photographers Association, Shanghai
- 1987: Art Ware, Hannover/Düsseldorf
- 1988: Postmuseum Frankfurt, Hamburg, Nürnberg, Bonn, Koblenz, Berlin (m. Michael Diers)
- 1989: Galerie Licht, Hamburg, E
- 2002: Galerie Gardy Wiechern, Hamburg, E
- 2004: Bordgalerie der ‚MS Europa‘, Reederei Hapag Lloyd
- 2005: Nord Art, Büdelsdorf
- 2006: Große Kunstausstellung Villa Kobe, Halle/Saale
- 2008: Gutenberg Museum, Mainz
- 2010: illustratio 3, Werkshalle A1, Rüsselsheim
- 2011: Musée de la Caricature et du Cartoon, Vianden, Lux
- 2011: Große Hamburger Cartoonausstellung, Fabrik der Künste, Hamburg
- seit 2013 jährlich: Deutscher Karikaturenpreis, Dresden, Bremen und Düsseldorf
- seit 2014 bis ‘19 jährlich: Caricatura - Galerie für Komische Kunst, Kassel
- 2014/15/16: Galerie der Komischen Künste, Wien
- 2015: Triennale der Karikatur, Sommerpalais, Greiz
- 2017: Friesenmuseum, Wyk, Föhr
- 2017: Cartoonmuseum Brandenburg, Luckau
- 2020: Heinrich-Zille-Karikaturenpreis, Museum Radeburg
- 2020: Corona, Fabrik der Künste, Hamburg
- 2020: Möwen.Müll.Und Meerjungfrauen, Friesenmuseum, Wyk auf Föhr
- 2021: Hamburger Strich, Fabrik der Künste, Hamburg

## Auszeichnungen
- Art Directors Club: Bronze 1989, Auszeichnung 1990, Gold 1991, Bronze 2013
- 2002: Stipendium der Stiftung Binz39, Zürich
- 2007: Stipendium der Stiftung Dr. Robert u. Lina Thyll-Dürr, Stansstad, Schweiz 2007
- 2010: Society of News Design: Award of Excellence
- 2011: Museum of Caricature and Cartoon Vianden, Luxemburg: Mention d’honneur

### Bücher
- Mehr als Augenblicke, Polaroids im Kontext (gem. mit Klaus Modick), Marburg 1983, ISBN 978-3-922561-21-7
- Postkarten, Ausstellungskatalog (gem. mit Michael Diers), Heidelberg 1987, ISBN 978-3-7685-3687-5
- Liebe deine Krise, Münster 2008, ISBN 978-3-8157-8956-8
- Unerbetene Ratschläge, Leipzig 2018, ISBN 978-3-9631-8013-2
- Endlich Älter!, Oldenburg 2019, ISBN 978-3-8303-6326-2
- Alt? Wer? Ich?, (Neuauflage von ‚Endlich Älter!‘) Oldenburg 2021, ISBN 978-3-8303-6384-2

### Beiträge
- artware, Kunst und Elektronik (David Galloway Hrsg.), S. 171 ff, München 1987
- European Illustration 15, Clibborn Edward Booth, New York 1988
- Freistil 5, Raban Ruddigkeit, Mainz 2014
- Beste Bilder 5–10, Oldenburg 2014–19
- Hamburger Strich, Hamburg 2020
- Corona Cartoons, Hamburg 2020
- Die Große Freiheit, Hamburg 2021
- Das Erste Cartoonbuch, Hamburg 2022

### Besprechungen
- Korean Design Journal 20/89
- Novum Gebrauchsgraphik 2/95

### Artikel
- Malerei im Computerzeitalter, Klaus Modick in TAZ Nr. 2232
- Malerei im Computerzeitalter, in: Das Stellen der Schrift, Klaus Modick, S. 123 ff, Siegen 1988